# Церковь Святого Иакова (Хильден)
Церковь Святого Иакова (нем. St.-Jacobus-Kirche) — центральная католическая церковь в городе Хильден (Северный Рейн-Вестфалия, Германия). Названа в честь апостола Иакова Зеведеева.

## История
Католическая церковь во имя апостола Иакова Зеведеева была освящена в Хильдене во время тридцатилетней войны. Она размещалась на торговой площади города. Но после подписания Вестфальского мира, она  была вынуждена покинуть свою церковь, так как согласно мирного договора, церковь переходила к той конфессии, чей священник проповедовал в это время в церкви. В данном случае там проповедовал священник реформистской церкви Иоганн Колхаген. Долгое время у католических прихожан не было своего церковного помещения и службы вынужденно проводились в неприспособленном помещении. Служить приезжали священники из Цонса и Бенрата.
Современная церковь Святого Иакова является уже третьей на сегодняшнем месте на центральной торговой улице Миттель-штрассе. Первое здание в виде часовни было сооружено  в 1682 году. С началом индустриализации в XVIII веке Хильден стал быстро расти и застраиваться. Прибывало всё больше католиков, поэтому на месте деревянной часовни стали строить каменное здание. Оно было освящено в 1749 году. Освящение в честь Святого Иакова со временем забылось и прихожане стали считать, что церковь освящена во имя Антония Падуанского, и только в 1988 году, после исследования церковной хроники, было признано первое освящение, а в честь Антония Падуанского освящён престол бокового придела. Последнее (третье, современное) здание церкви строилось в два этапа с 1872 по 1882 год. Бутовый камень заменялся на красный кирпич. Первый этап строительства продолжался два года с 1872 по 1873 год. Затем церковная утварь и службы постепенно переносились в эту новую часть здания. Второй этап, завершивший стройку, проходил с 1881 по 1882 год. ОН заключался в сносе старой церкви и возведении на её месте второй половины новой церкви. Руководил строительством архитектор Август Ринклаке (August Rincklake).
Полное освящение новостройки было произведено 12 октября 1891 года викарным епископом Кёльна Антоном Фишером.
Бутовые камни старой церкви были использованы при строительстве дома священника. Позже возникла необходимость в постройке жилья кюстера, церковной школы и викария. С 6 октября 1987 года церковь, как памятник архитектуры (номер 33 Хильдена) находится под охраной государства. Оно нуждается в периодической санации.

## Церковные скульптуры
- Святой Иаков Зеведеев. Находится слева от алтаря. Фигура перенесена из самой первой церкви, предположительное время изготовления — XV век. Выполнена из дубовой древесины. Апостол представлен паломником с раковиной паломника, идущим в Сантьяго-де-Компостелу. Позже к фигуре добавили шляпу и паломнический посох.
- Святой Себастьян. Фигура мученика, пронзённая стрелами, расположена с левой стороны от входа в крещальное помещение.
- Пьета. Скорбная фигура Божией Матери, держащей на своих руках замученного Христа, расположена над престолом Богородицы. Ранее изображение датировалось XVII веком, сейчас оно датируется XIX веком. Автор неизвестен.
- Покров Пресвятой Богородицы. Скульптурная группа расположена в пристроенной к северной стене часовне Девы Марии. Освящена 10 августа 1947 года в благодарность о спасении Хильдена от разрушения в годы Второй мировой войны.

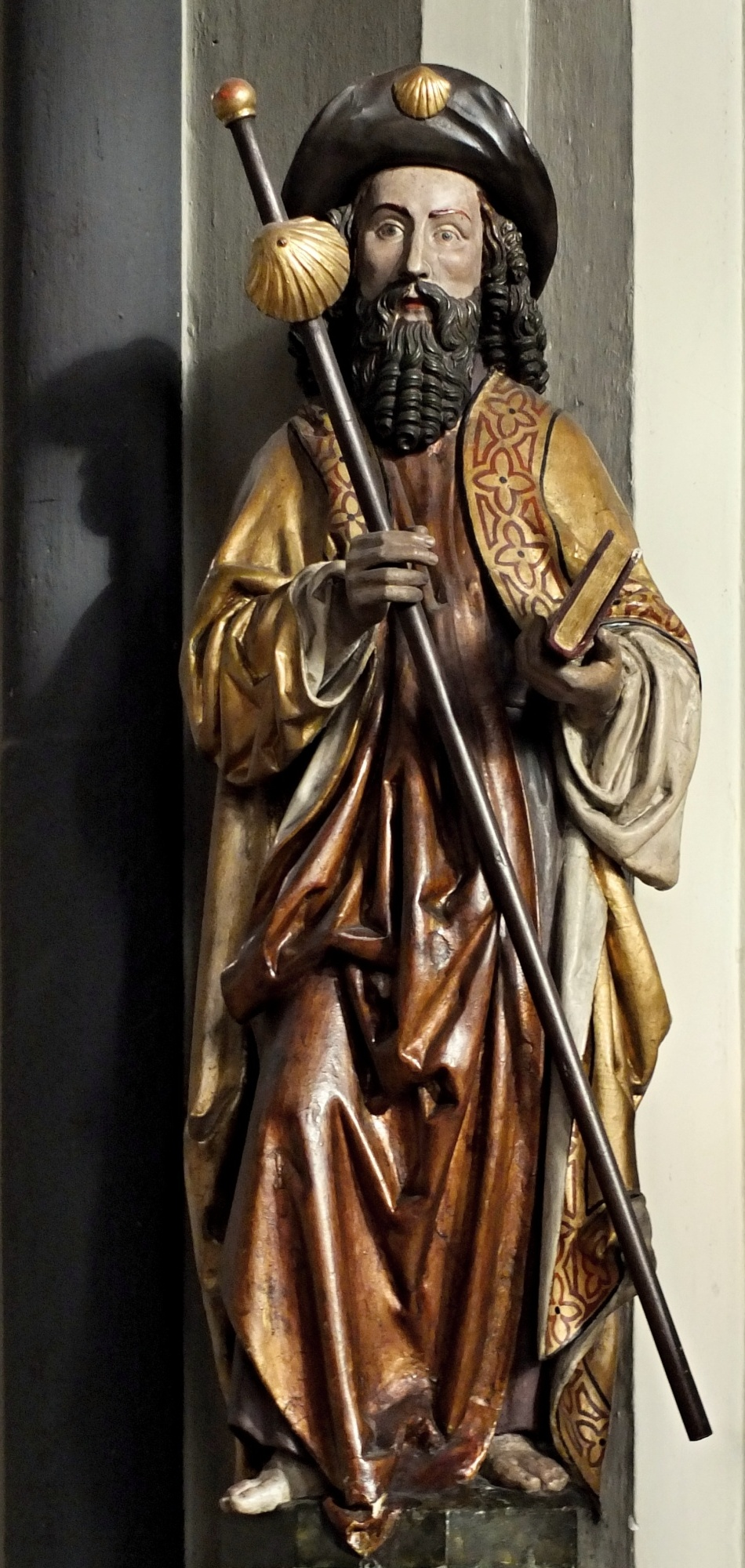
Апостол Иаков Зеведеев
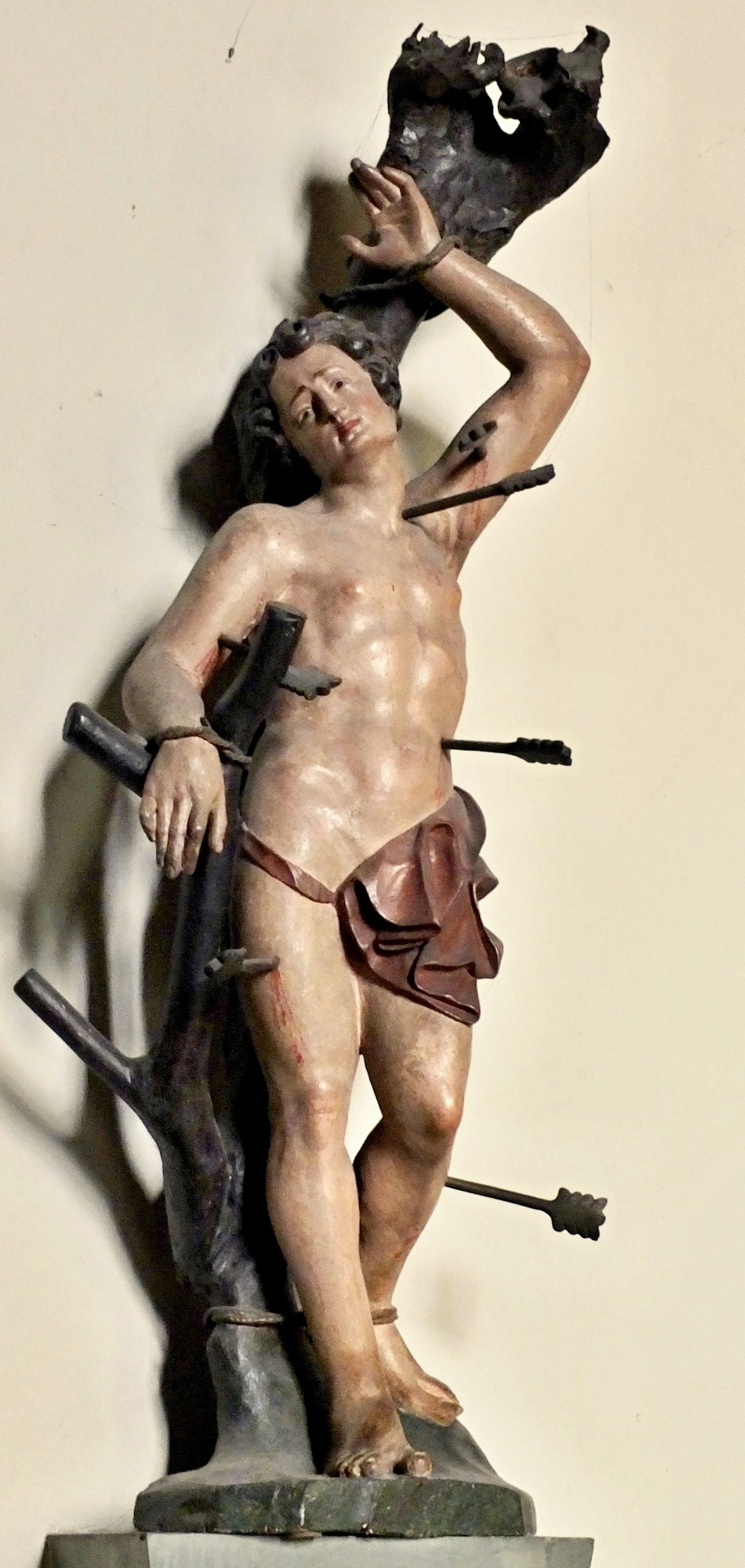
Мученик Севастиан
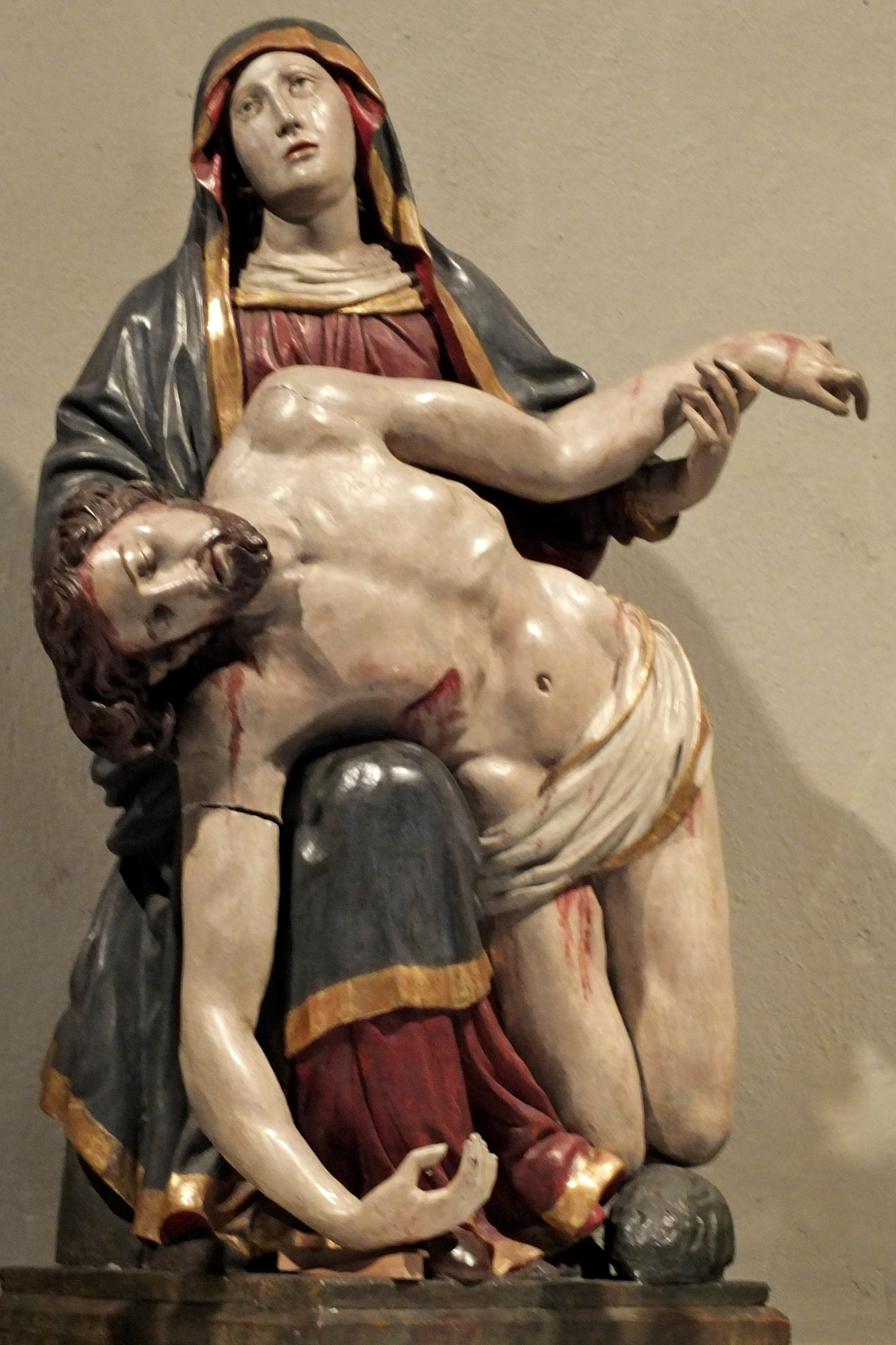
Пьета
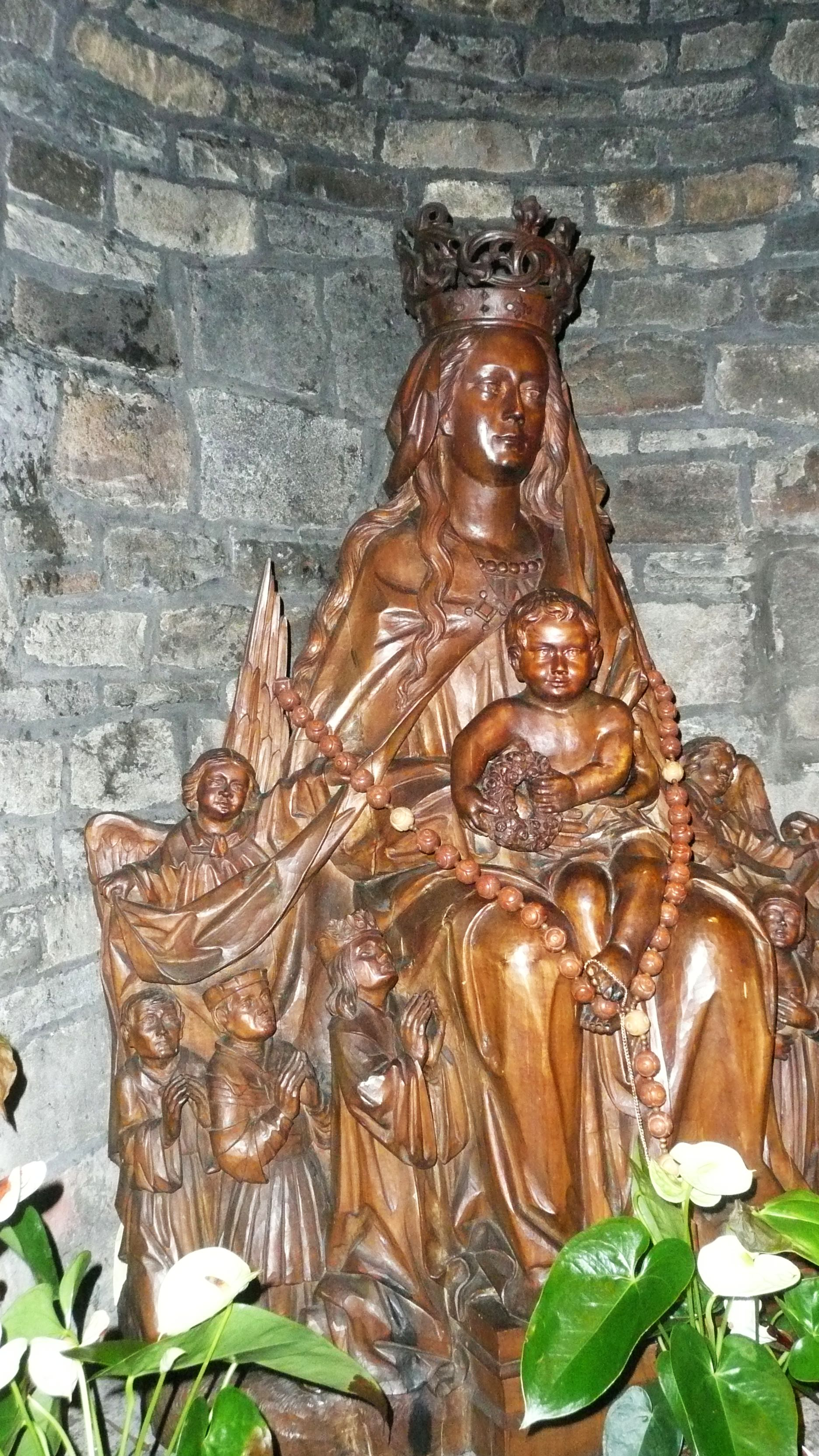
Покров Пресвятой Богородицы